# Peace and Love Film Festival
Peace & Love Film Festival är en filmfestival som startades i Borlänge 2012 och från och med 5:e upplagan 2017 flyttar till Austin, Texas.

## Pristagare
2012 (23–27 juni)
- Bästa film - Cockpit av Mårten Klingberg (Sverige)
- Bästa talang - Marie Robertson - Cockpit (Sverige)
- Bästa debutfilm - Clip - Miloš|Maja Milos (Serbien)
- Jury Prize - talang - Jonas Karlsson - Cockpit (Sverige)
- Jury Prize - Snowchild - Uta Arning (Tyskland)
- Bästa kortfilm - Kiruna-Kigali - Goran Kapetanovic (Sverige)

2013 (23–27 juni)
- Bästa film - Jeunesse (Youth) av Justine Malle (Frankrike)
- Bästa regissör - Chang Jung-Chi - Touch of the Light (Taiwan)
- Bästa talang - Esther Garrel - Jeunesse (Youth) (Frankrike)
- Jury Prize - Klippning - Rickard Krantz - Tyskungen (Sverige)
- Jury Prize - Manus - Ryota Nakano - Capturing Dad (Japan)
- Bästa kortfilm - Undocumented (Rétention) av Thomas Kruithof (Frankrike)

2014 (22–26 juni)
- Bästa film - The Way He Looks (Hoje Eu Quero Voltar Sozinho) - Daniel Ribeiro (Brasilien)
- Audience Award - The Way He Looks (Hoje Eu Quero Voltar Sozinho) - Daniel Ribeiro (Brasilien)
- Bästa regissör - Midi Z - Ice Poison (Taiwan / Myanmar)
- Jury Prize - South is Nothing (Il sud é niente) - Fabio Mello (Italien)
- Bästa skådespelerska - Anu Sinisalo - No Thank You (Ei kiitos) (Finland)
- Bästa skådespelare - Erik Lundqvist - Hemma (Home) (Sverige)
- Bästa dokumentär - 69: Love Sex Senior - Menna Laura Meijer (Nederländerna)
- Bästa barnfilm - Pettson & Findus: Roligheter - Ali Samadi Ahadi (Tyskland)
- Bästa kortfilm - My Right Eye (The Apple of My Eye) - Josecho de Linares (Spanien)

2015 (30 augusti–4 september)
- Bästa film - The Wahkan Front (Ni le ciel ni la terre) - Clément Cogitore (Frankrike, Belgien)
- Audience Award - Aerobics - A Love Story - Anders Rune (Sverige)
- Bästa regissör - Anders Rune - Aerobics - A Love Story (Sverige)
- Jury Prize - Marina Nyström (skådespelerska) - Aerobics - A Love Story (Sverige)
- Jury Prize - Antti Heikki Pesonen (Manus) - Headfirst (Finland)
- Bästa skådespelerska - Shira Haas - Princess (Israel)
- Bästa skådespelare - Jérémie Renier - The Wahkan Front (Ni le ciel ni la terre) (Frankrike, Belgien)
- Visionary Award - I Am Michael - Justin Kelly (USA)
- Bästa dokumentär - 10 Milliarden - Valentin Thurn (Tyskland)
- Bästa barnfilm - Molly Moon and the Incredible Book of Hypnotism - Christopher N. Rowley (UK)
- Bästa kortfilm - French Touch - Xiaoxing Cheng (Frankrike, Kina)